# Sinjski arambaši
Sinjski arambaši tradicijsko jelo sinjskoga kraja koje se obično priprema za proslave Sinjske alke, Gospe Sinjske, Božića i Nove godine. Sinjski arambaši nalikuju sarmi, ali se od nje u mnogočemu razlikuju: meso za punjenje sitno se sjecka nožem, a u nj se dodaju različite vrste sušenog mesa, muškatni oraščić, cimet, klinčići, a ne dodaje se riža. Naziv arambaši vjerojatno ima porijeklo u imenu harambaše, vođe čete alkarskih momaka, jer su se sarmice slagale u glinene posude kao vojnici.
Način pripreme jela zaštićeno je nematerijalno kulturno dobro Republike Hrvatske.

## Priprema
Sinjski se arambaši rade od miješanog nasjeckanog goveđeg i svinjskog mesa i sjeckane sušene slanine, u koje se dodaju luk, češnjak i začini. Smjesa se omata listovima kiselog kupusa. U namašćenu posudu u slojevima se slažu ribani kiseli kupus i arambaši, među koje se stavi suhog mesa poput pršuta, pancete, suhi jezik ili domaće kobasice (sudžuk). Na dno se stavlja goveđa kost ili suha svinjetina pa i ovčje suho meso (kaštradina). Sve se prekrije kiselim kupusom, zalije vodom i bez miješanja kuha nekoliko sati.
Priprema tradicijskog jela sinjskih arambaša karakteristična je za prostor Cetinske krajine, oko gornjeg i srednjeg toka rijeke Cetine između Dinare, Svilaje i Kamešnice. Tehnika zamatanja nadjeva te kuhanja u soku poznata je još iz rimskih vremena. No punjenje kiselog kupusa javlja se u srednjem vijeku u karolinškim samostanima na granici Francuske i Njemačke. U naše krajeve dolazi preko anadolsko-turskog istoka koji ju je baštinio od Bizanta. Pretpostavka je da naziv arambaši dolazi iz vremena turskih osvajanja kada su arambaši postali sinonim otpora sinjskog puka prema Turcima. Jelu koje su Sinjani preuzeli od Turaka dali su nove primjese i novo ime prema hajdučkom vođi, harambaši.

## Zaštita
Način pripreme tradicijskog jela sinjskih arambaša zaštićeno je nematerijalno kulturno dobro zavedeno pod oznakom Z-3355 pri Ministarstvu kulture Republike Hrvatske u vrsti znanja i vještine.